# دقیقا آنجا (ترانه آریانا گرانده)
«دقیقاً آنجا» (انگلیسی: Right There) ترانه‌ای است که توسط خواننده آمریکایی آریانا گرانده به همراه رپر آمریکایی بیگ شان ضبط شده‌است. این ترانه در ۶ اوت ۲۰۱۳ به عنوان سومین و آخرین تک‌آهنگ از نخستین آلبوم استودیویی گرانده، ارادتمند شما (۲۰۱۳) منتشر شد.
این ترانه نقدهای مثبتی را از طرف منتقدان موسیقی دریافت کرد که یادآور موسیقی ماریا کری در دهه ۱۹۹۰ میلادی می‌شد.